# Wojciech Matuszewski
Wojciech Matuszewski (ur. 19 września 1932 w Kaliszu, zm. 18 listopada 2009 w Kolonii) – polski samorządowiec, inżynier budownictwa, burmistrz Kłodzka w latach 1990–1991.

## Życiorys
Urodził się w Kaliszu w 1932 roku, gdzie spędził dzieciństwo i młodość. Podczas okupacji hitlerowskiej był uczniem tajnych kompletów oraz uczestnikiem działalności konspiracyjnej. Po zakończeniu II wojny światowej w 1952 roku ukończył kaliskie Gimnazjum i Liceum Ogólnokształcącym im. Adama Asnyka uzyskując świadectwo dojrzałości. Po maturze podjął studia na Wojskowej Akademii Technicznej w Warszawie. Ze studiów tych musiał jednak zrezygnować ze względów politycznych, przenosząc się na Wydział Mechaniczny Politechnice Wrocławskiej. Na uczelni tej uzyskał w 1956 roku tytuł zawodowy inżyniera budownictwa.
Po ukończeniu studiów nakazem pracy został zatrudniony w Zakładach Ceramiki Budowlanej w Paczkowie (do 1959 roku), a następnie przeniósł się do Kłodzka, gdzie pracował w Zakładach Metalowych jako główny technolog, a w latach 1977-1989 dyrektor zakładu. Brał czynny udział w tworzeniu NSZZ Solidarność w tym mieście, m.in. organizując kolportaż wydawnictw niezależnych. Po 13 grudnia 1989 roku został pozbawiony stanowiska dyrektorskiego przez co zrezygnował z pracy i zatrudnił się jako kierownik Działu Przygotowania Produkcji w Przedsiębiorstwie Budowlanym. 
W pierwszych niezależnych wyborach samorządowych w 1990 roku kandydował z listy "Solidarności" do Rady Miejskiej w Kłodzku uzyskując mandat radnego. 27 czerwca 1990 został wybrany przez nową radę miejską zdominowaną przez Kłodzki Komitet Obywatelski na burmistrza Kłodzka. Był pierwszym niekomunistycznym włodarzem miasta od ponad pół wieku. W tym czasie zdołał zorganizować na nowo urząd miejski, który został przeniesiony z powrotem do ratusza. Miasto borykało się z długiem wynoszącym ok. 7 mld złotych. Ponadto odczuwalne były zaniedbania w budownictwie mieszkaniowym, a na swoje mieszkania czekało blisko 3500 osób. Dzięki uwolnieniu cen kwestie zaopatrzenia sklepów została rozwiązana. Dynamicznie rozwinął się także handel na miejskim targowisku przy ul. Targowej oraz nowo powstałym przy ul. Daszyńskiego. Najtrudniejsza do rozwiązania okazał się kwestia restrukturyzacji przemysłu w mieście, która pociągnęła za sobą masowe zwolnienia i gwałtowny wzrost bezrobocia w mieście, z czym nowe władze nie były w stanie sobie samodzielnie poradzić.
Zrezygnował z kierowania miastem 25 kwietnia 1991 roku ze względu na zły stan zdrowia, przechodząc na emeryturę. Zmarł w 2009 w Kolonii. Został pochowany na Cmentarzu Miejskim w Kaliszu.